# Ootéka

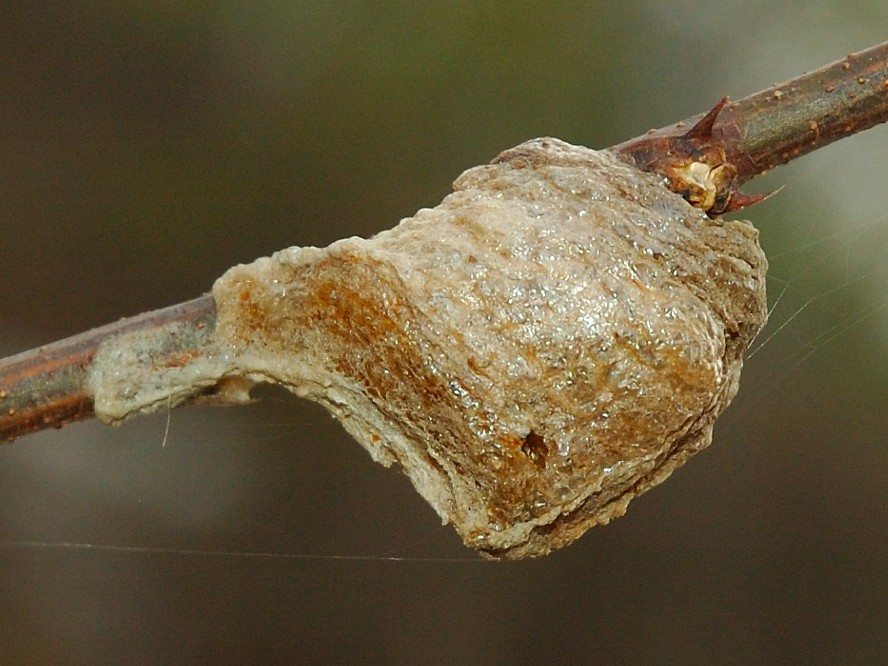
Ootéka kudlanky

Ootéka (z řečtiny ὠόν óon – vejce a θήκη théke – schránka, latinsky ootheca, mn. č. oothecae), též vaječná schránka, je schránka sloužící k ochraně vajíček v období vývoje zárodku. Proteinová hmota, tvořící ootéku, při kontaktu se vzduchem tvrdne.
Vajíčka chrání ootékou např. kudlanky nebo švábi – oba tyto druhy dříve patřily do stejného řádu Oothecaria. Do pěnovitých ooték tuhnoucích na vzduchu kladou vajíčka saranče. Také žraloci snášejí kapsuly, které chrání vajíčka.